# North Peapod
North Peapod est une île de l'archipel San Juan dans le comté de San Juan de l'État de Washington aux États-Unis.

## Géographie
Située dans le détroit de Rosario, elle s'étend sur environ 300 m de longueur pour une largeur de moins de 100 m.
Les rochers Peapod se situent à environ 400 m à l'ouest de North Peapod.